# Helmi Zamora
Mohammed Hassan Helmi (en arabe : محمد حسن حلمي), plus connu sous le nom de Helmi Zamora (en arabe : حلمي زامورا) (né le 13 février 1912 à Mit Kenana dans le gouvernorat de Qalyubiya en Égypte, et mort le 5 novembre 1986), est un footballeur international égyptien qui évoluait au poste de milieu latéral, ainsi qu'arbitre.
Il est l'une des premières gloires du grand club de la capitale égyptienne de Zamalek (à l'époque appelé Nadi Farouk), club dont il fut également le président à deux reprises (entre 1967 et 1984).

## Biographie

### Vie privée
Mohammed Hassan Helmi naît dans le village de Mit Kenana, à 40km au nord de la capitale égyptienne.
Il commence à jouer au football dans son école élémentaire Muhammadiyah, puis en 1929, joue dans l'équipe de son lycée de Khedive.
En 1938, il obtient son diplôme du baccalauréat en agriculture.

### Carrière sportive

#### Carrière en sélection
Il dispute les Jeux olympiques d'été de 1936 à Berlin avec l'équipe égyptienne, compétition lors de laquelle il finit huitième-de-finaliste.

#### Carrière d'arbitre
Après sa retraite, Helmi Zamora se tourne vers le domaine de l'arbitrage. Il parvient finalement à obtenir sa licence officielle en 1957 et reste arbitre international jusqu'à sa retraite en 1962.

#### Carrière de dirigeant
Helmi Zamora commence sa carrière de dirigeant en 1948 après la fin de sa carrière de joueur, en entrant tout d'abord dans la commission de football de son club de toujours de Zamalek. En 1952, il est nommé secrétaire général du club lors de la première assemblée générale de Zamalek. 
Il est finalement nommé directeur à temps plein en 1966.
Il devient le premier joueur de football à présider le club de Zamalek en 1967, poste qu'il occupe jusqu'en août 1984 (à l'exception seulement de l'année 1971, où le conseiller Tawfiq Al Kheshen assume la présidence du club).
Helmi Zamora est à l'origine de l'établissement des installations du club à Mitt Oqba, et est resté célèbre pour son bénévolat (il ne reçoit aucun salaire de la part de Zamalek durant sa présidence, se contentant de sa solde du  ministère de l'Agriculture).
Il occupe également plusieurs postes administratifs au sein de la Fédération égyptienne de football, comme président du Comité des compétitions et du Comité technique. En mai 1978, il est nommé au poste de président du conseil d'administration de la fédération.

## Hommage et postérité
Une semaine après sa mort le 5 novembre 1986, le club de Zamalek décide de renommer son stade en son honneur et devient le Stade Helmi Zamora.

## Palmarès
Nadi Farouk
- Coupe d'Égypte (5) :
  - Vainqueur : 1934-35, 1937-38, 1940-41, 1942-43 et 1944-44.
  - Finaliste : 1941-42 et 1947-48.

- Ligue du Caire (6) :
  - Champion : 1939-40, 1940-41, 1944-44, 1944-45, 1945-46 et 1946-47.